# William Scheves
William Scheves o Schevez (... – 28 gennaio 1497) è stato un arcivescovo cattolico, funzionario e diplomatico scozzese.
Fu uno degli uomini politici più influenti del regno di Scozia del tardo XV secolo.

## Biografia
Le sue origini sono piuttosto incerte. Forse la sua famiglia deteneva delle proprietà a Schevez, presso Aberdeen, località da cui avrebbero tratto il proprio nome. Un John Scheves era membro della corte di Giacomo I di Scozia nel 1426, e non è improbabile che William Scheves fosse un giovane parente da lui introdotto nell'ambiente cortigiano.
Riuscì ad ottenere un'ottima istruzione prima in Scozia e poi viaggiando nelle Fiandre e studiando presso la vecchia università di Lovanio, divenendo allievo dell'astrologo Spirico. Divenne a sua volta molto versato nell'astrologia, ed eccelleva anche nella medicina. Al suo ritorno in Scozia fu nominato Maestro dell'Ospedale di Santa Maria di Brechin, posizione in cui figurava in un documento del 1459 redatto per conto di re Giacomo III. In seguito fu nominato arcidiacono della cattedrale di Saint Andrews grazie al favore accordatogli dal sovrano, di cui era anche medico personale; proprio per questo entrò in aspro contrasto con l'allora arcivescovo Patrick Graham, del quale riuscì infine ad ottenere la rimozione nel 1477 col beneplacito del re e di papa Sisto IV.
Fatto imprigionare e probabilmente morire Graham, Scheves assunse il controllo dell'arcidiocesi di St. Andrews per i successivi vent'anni. Giacomo III continuò a favorirlo e lo inviò spesso in missione diplomatica negli altri regni europei, ma infine anche Scheves cominciò a tramare contro di lui, e fu tra i nobili che nel 1488 si ribellarono e lo sconfissero alla battaglia di Sauchieburn, che vide anche la morte del sovrano. La morte di Giacomo III lo privò di buona parte del potere che deteneva, poiché molti tra i magnati scozzesi gli erano ostili e temevano la sua ascesa. Continuò la sua attività diplomatica per il nuovo re Giacomo IV di Scozia, e nel 1491 compì l'ultimo viaggio sul continente, probabilmente anche per osservare e studiare meglio un'eclissi solare che si verificò l'8 maggio dello stesso anno. Commissionò inoltre un prezioso medaglione con la sua effigie all'incisore Quentin Massys, attualmente conservato al Museo nazionale della Scozia.
Prima della sua morte, occorsa all'inizio del 1497, William Scheves era uno degli uomini politici scozzesi più potenti e temuti, tanto che alcuni credevano che avesse stregato re Giacomo III con le sue conoscenze magico-astrologiche, ottenendo poi anche un forte ascendente sul figlio Giacomo IV. Era tuttavia anche un amante della cultura rinascimentale e avido collezionista di libri. Dopo la sua morte fu sepolto di fronte all'altare della cattedrale di Saint Andrews, in seguito abbandonata e andata in rovina; nel 1826, nel corso di lavori di scavo nel sito della vecchia cattedrale, furono rinvenute tre bare contenenti resti umani, da alcuni creduti appartenere a Scheves e ad altri arcivescovi medievali, anche se la datazione effettiva dei corpi è rimasta incerta.